# Asplenium onopteris
Asplenium onopteris là một loài dương xỉ trong họ Aspleniaceae. Loài này được L. mô tả khoa học đầu tiên.
Danh pháp khoa học của loài này chưa được làm sáng tỏ. 

## Hình ảnh

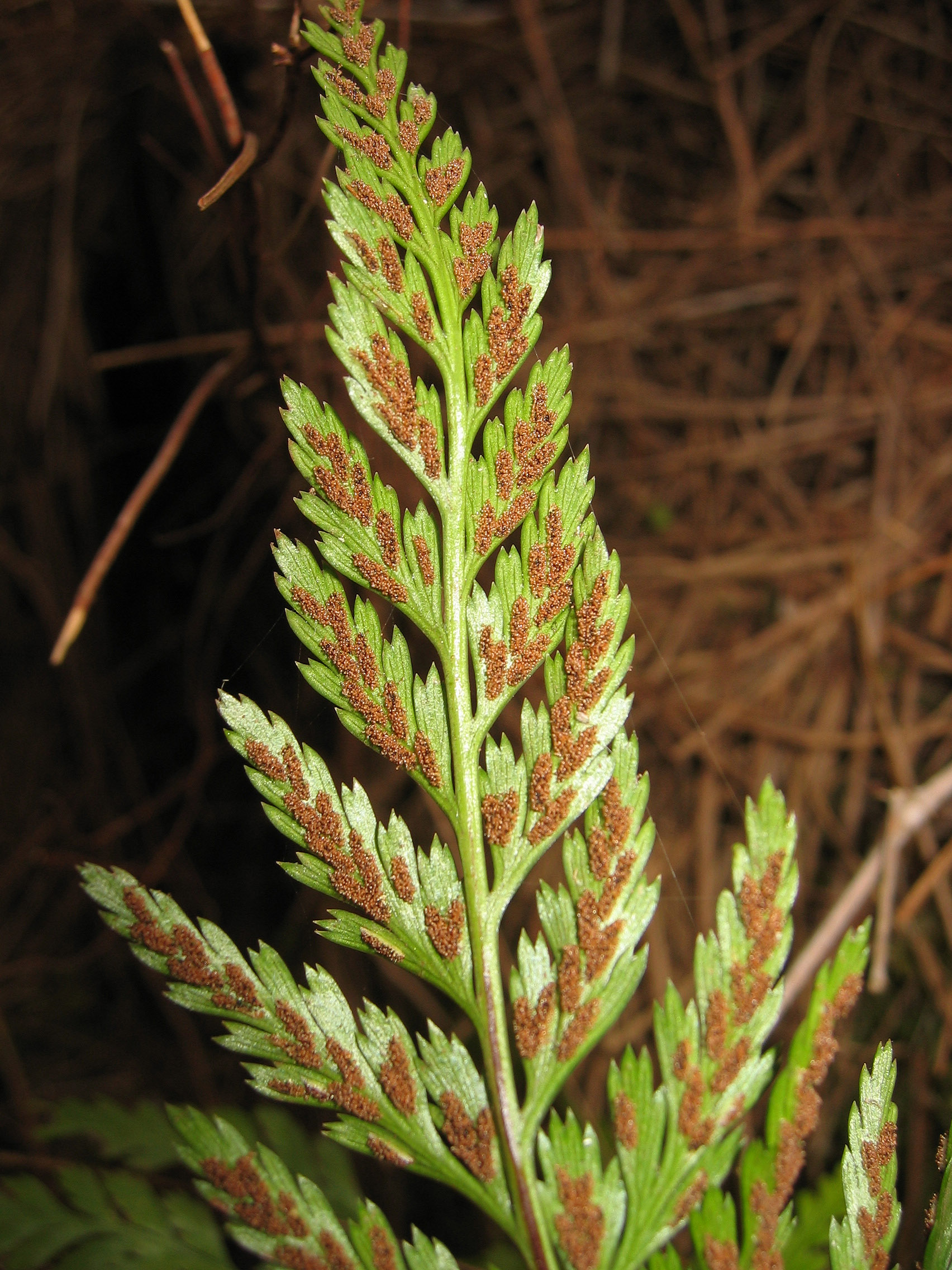
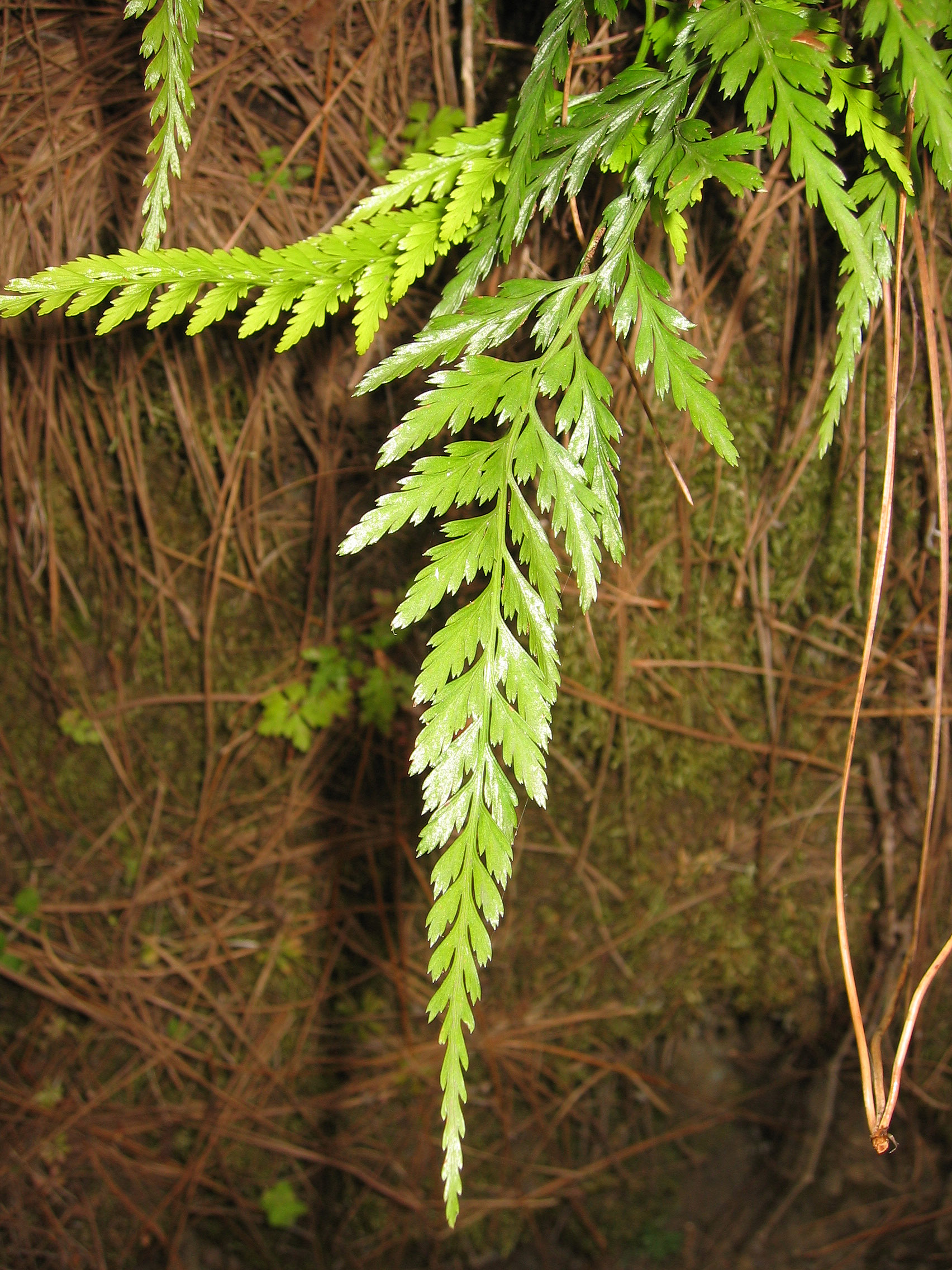
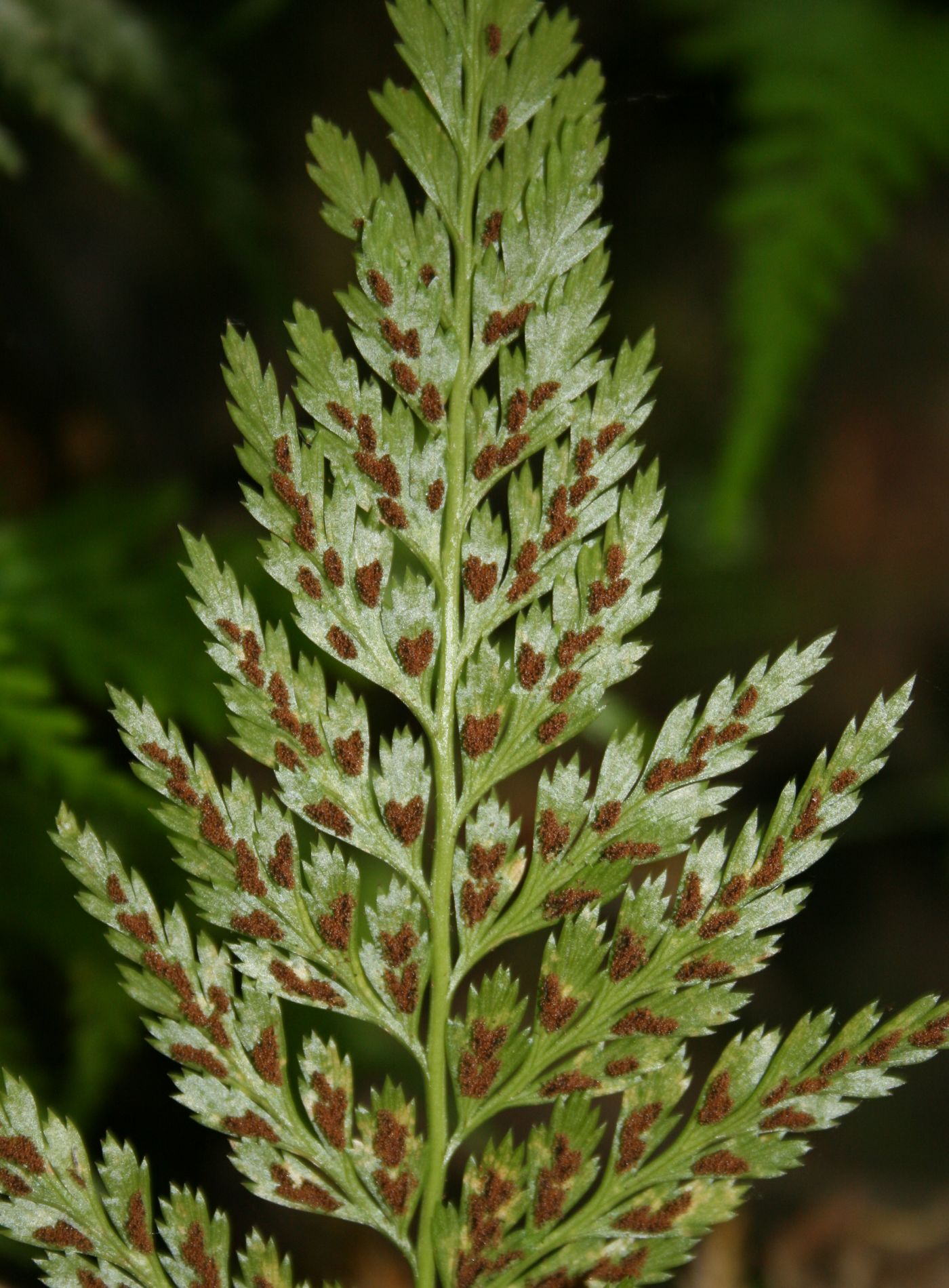